# 克里斯蒂安·安尼奎
克里斯蒂安·伊费阿尼-丘库·奧吉·阿尼格韦（2000年9月11日—）為美國男子籃球運動員，最後效力於CIBACOPA提華納斑驢。

## 早年與個人生活
安尼奎離開位於亞利桑那州鳳凰城的維斯塔沙漠高中以後前往加州就讀聖荷西州立大學，2020年5月轉學到加州大學戴維斯分校。
他的姐姐克莉絲汀·安尼奎也是籃球運動員，克莉絲汀在WNBA打球。

## 職業生涯
2023年11月，安尼奎加盟P. LEAGUE+新北國王，展開個人職業生涯。2024年4月，新北國王決定將安尼奎從P. LEAGUE+註冊名單移除，但安尼奎仍留在球隊當中。2024年7月，新北國王宣布安尼奎離隊。安尼奎替新北國王征戰25場比賽，場均可挹注10.2分、8.2籃板。
2024年12月，大马篮球联赛（MBL）柔佛南虎引進安尼奎。2025年1月，柔佛南虎奪下2024-25賽季MBL冠軍金盃。安尼奎代表柔佛南虎出賽10場，場均貢獻18.7分、10.8籃板、2.2助攻、1.3阻攻。2025年2月，安尼奎加盟超級籃球聯賽台灣啤酒，安尼奎出賽12場，場均繳出17.0分、10.1籃板、1.3助攻、1.7阻攻的表現。

## 外部連結
- 克里斯蒂安·安尼奎在fiba.basketball（英语）
- 克里斯蒂安·安尼奎在P. LEAGUE+官網
- 克里斯蒂安·安尼奎在超級籃球聯賽官網
- 克里斯蒂安·安尼奎在Sports-Reference.com（NCAA）（英语）
- 克里斯蒂安·安尼奎在Eurobasket.com（球員）（英语）
- 克里斯蒂安·安尼奎在Proballers（英语）
- 克里斯蒂安·安尼奎在RealGM（英语）
- 克里斯蒂安·安尼奎在Flashscore（英语）